# Shun Hing Square
Shun Hing Square és un gratacel situat a la ciutat de Shenzhen, a la Xina. La seva altura estructural és de 384 metres i té 69 plantes. La seva construcció es va completar el 1996 i per un any va ser l'edifici més alt de la Xina, fins que el CITIC Plaza de Guangzhou va ser completat. Actualment és el quart edifici més alt de la Xina, i el vuitè en el ranking mundial.